# AleSat Combustíveis
A ALE Combustíveis (ou AleSat Combustíveis) é uma empresa brasileira do ramo de combustíveis, fundada em 1996, a partir da fusão da distribuidora mineira ALE Combustíveis e da potiguar Satélite Distribuidora de Petróleo, ambas com dez anos de atuação à época.
Segundo a revista Exame, a rede tem 1500 postos de combustíveis, cerca de 300 lojas de conveniência Entreposto e está presente em 21 Estados Brasileiros e no Distrito Federal. De acordo com o ranking de 2016 da mesma revista, a ALE é a quarta maior distribuidora de combustíveis do país.
Sua sede está localizada na cidade de Natal, capital do Rio Grande do Norte. A empresa também possui escritórios em Belo Horizonte e São Paulo, e mais de 45 bases de operação e uma frota própria com aproximadamente 200 caminhões.

## História
Dois anos após a fusão, ocorrida em 1996, a AleSat Combustíveis adquiriu no valor de US$ 55 milhões a rede de distribuição de combustíveis Repsol, com aproximadamente 330 postos, além de uma fábrica de asfaltos em Ponta Grossa, Paraná. Em setembro desse mesmo ano, a empresa comprou também a Polipetro, distribuidora catarinense com cerca de 130 postos localizados em 110 cidades nos estados de Santa Catarina e Paraná. Ainda em 2008, a empresa inaugurou uma base em Brasília (DF) e criou a CELIG, serviço de monitoramento e controle de frotas para revendedores e transportadores. 
Em 2009, a empresa se tornou parceira da Chevron para distribuição das linhas de lubrificantes Havoline e Ursa. Nesse mesmo ano, a ALE inaugurou a base de Luís Eduardo Magalhães (BA), se tornou parceira do programa de fidelidade Dotz.
Dois anos depois, a empresa passa a ser fornecedora de produtos asfálticos, através da ativação da fábrica em Ponta Grossa adquirida em 2008. Também em 2011 foi criado o Conselho de Revendedores da ALE e lançado o ALECRED, cartão de crédito de aceitação nacional.
No ano seguinte, adquiriu a rede postos Ello-Puma, sediada em Recife/PE, inaugurou a troca de óleo ALE Express e participou pela primeira vez do maior evento de postos de combustíveis e lojas de conveniência no mundo, a Nacshow. Nesse mesmo ano, ela inaugurou a base em Guamaré (RN) e, em 2013, lançou o Portal do Clube ALE, programa de incentivo e gestão em que os participantes, como revendedores, colaboradores e equipe dos postos, acumulam REALES (moeda própria), que podem ser trocados por produtos e serviços.
Em 2014, foi lançado o Ônibus Escola pela Academia Corporativa ALE, a empresa também inaugurou uma base de distribuição de combustíveis em Porto Nacional (TO) e implementou o CRM (Customer Relationship Management). Um ano depois a empresa lançou o Projeto Rotas ALE, plataforma com dicas turísticas.
Em 2016, a empresa comemorou 20 anos no mercado e lançou o Portal da Academia Corporativa, que oferece treinamento on-line.
Em 2017, o CADE vetou compra da rede de combustíveis ALE pela Ipiranga. O Conselho Administrativo de Defesa Econômica (Cade) vetou por unanimidade a compra da distribuidora de combustíveis ALE pela concorrente.
Em meados de 2018, a Glencore, multinacional suíça, assinou contrato de aquisição de 78% da distribuidora de combustíveis AleSat, dona da rede postos ALE.